# Coupe des nations de rink hockey 1956
Navigation
Coupe des nations 1955 Coupe des nations 1957
La Coupe des nations de rink hockey 1956 est la 30e édition de la compétition. La coupe se déroule en avril 1956 à Montreux.

## Déroulement
La compétition se compose d'un championnat à 8 équipes. Chaque équipes rencontrant les sept autres une seule fois.
Il s'agit de la première participation de la Yougoslavie.

## Résultats
|    | Équipes     | Pts | J | G | N | P | BP | BC | Diff |
| -- | ----------- | --- | - | - | - | - | -- | -- | ---- |
| 1º | Portugal    | 20  | 7 | 6 | 1 | 0 | 41 | 6  | 35   |
| 2º | Espagne     | 20  | 7 | 6 | 1 | 0 | 22 | 5  | 17   |
| 3º | Montreux HC | 15  | 7 | 4 | 0 | 3 | 21 | 16 | 5    |
| 4º | Angleterre  | 14  | 7 | 3 | 1 | 3 | 21 | 19 | 2    |
| 5º | Allemagne   | 13  | 7 | 3 | 0 | 4 | 18 | 18 | 0    |
| 6º | Italie      | 11  | 7 | 1 | 2 | 4 | 20 | 13 | 7    |
| 7º | Belgique    | 11  | 7 | 1 | 2 | 4 | 11 | 23 | -12  |
| 8º | Yougoslavie | 8   | 7 | 0 | 1 | 6 | 8  | 62 | -54  |

|             |  | Italie | Portugal | Belgique | Espagne | Angleterre | Yougoslavie | Allemagne |
| ----------- |  | ------ | -------- | -------- | ------- | ---------- | ----------- | --------- |
| Montreux HC |  | 1-0    | 1-3      | 3-2      | 0-1     | 3-5        | 7-4         | 6-1       |
| Italie      |  |        | 1-5      | 1-1      | 0-1     | 3-3        | 14-0        | 1-2       |
| Portugal    |  |        |          | 7-0      | 3-3     | 5-0        | 15-0        | 3-1       |
| Belgique    |  |        |          |          | 1-3     | 2-5        | 3-3         | 2-1       |
| Espagne     |  |        |          |          |         | 3-0        | 8-0         | 3-1       |
| Angleterre  |  |        |          |          |         |            | 6-0         | 2-3       |
| Yougoslavie |  |        |          |          |         |            |             | 1-9       |
| Allemagne   |  |        |          |          |         |            |             |           |

## Classement final
| Place | Équipe      |
| ----- | ----------- |
|       | Portugal    |
|       | Espagne     |
|       | Montreux HC |
| 4     | Angleterre  |
| 5     | Allemagne   |
| 6     | Italie      |
| 7     | Belgique    |
| 8     | Yougoslavie |

| Vainqueur du tournoi de Montreux 1956 |
| ------------------------------------- |
| Portugal 5°                           |